# Hiệp ước Luân Đôn (1949)
Hiệp ước Luân Đôn (1949) là cơ sở để thành lập Ủy hội châu Âu. Hiệp ước này được ký ngày 5 tháng 5 năm 1949 tại Luân Đôn, Anh Quốc bởi 10 nước, gồm các nước Bỉ, Đan Mạch, Pháp, Cộng hòa Ireland, Ý, Luxembourg, Hà Lan, Na Uy, Thụy Điển và Vương quốc Anh. Ngày nay Hiệp ước này được coi là "Quy chế Ủy hội châu Âu".